# Obihiro

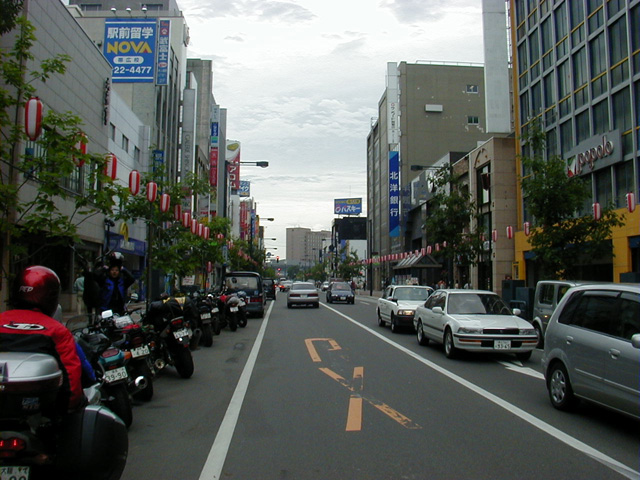
Strada principală

Obihiro (帯広市 Obihiro-shi?) este un municipiu din Japonia, prefectura Hokkaidō.